# Janvier 1938
Cette page présente les faits marquants du mois de janvier 1938.

## Événements
- Allemagne : décret permettant à la Gestapo d’envoyer dans des camps tous ceux dont les tendances menacent le peuple et l’État.
- Premier vol du bombardier en piqué japonais Aichi D3A, premier appareil japonais entièrement en métal.

- 1er janvier : création de la SNCF à partir des 6 grandes compagnies ferroviaires françaises.

- 6 janvier : en Palestine mandataire, les forces britanniques d'occupation commettent un massacre dans le village d'Atil, près de Tulkarem, contre les femmes et les enfants palestiniens. Elles envahissent les mosquées et déchirent les Corans.

- 8 janvier : prise de Teruel par les Républicains espagnols.

- 13 janvier :  chute du président du Conseil Camille Chautemps.
  - Après avoir plaidé pour la restauration de l’ordre et de la confiance, le président du Conseil Camille Chautemps rend leur liberté aux communistes qui avaient décidé de s’abstenir lors du vote d’investiture, ce qui provoque la démission des ministres socialistes et du cabinet.

- 16 janvier : guerre d'Espagne : premier bombardement aérien de Barcelone.

- 17 janvier : Camille Chautemps président du Conseil (4) forme un gouvernement sans la SFIO.

- 18 janvier : prétextant des troubles, le roi Charles II de Roumanie abolit le régime parlementaire et établit une dictature royale.

- 20 janvier : dissolutions des organisations des Jeunesses catholiques de Bavière.

- 21 janvier : premier vol du Potez-CAMS 141.

- 26 janvier : 
  - La Gestapo est chargée par Himmler d'interner les « réfractaires au travail ».
  - « Journée du Deuil » (Day of Mourning) organisée à Sydney en collaboration avec l’AAL (Australian Arboriginal League) et l’APA (Arborigines Progressive Association), pour déplorer les 150 ans d’occupation de l’Australie par les Britanniques. Les Aborigènes d'Australie revendiquent des droits de citoyens.

- 28 janvier : le pilote automobile allemand Rudolf Caracciola établit deux records de vitesse terrestre dans la classe B (5 litres à 8 litres). Le premier pour le kilomètre lancé à 432,692 km/h, le second pour le mile lancé à 432,361 km/h. Les records restent invaincus en 2013 en sport automobile.

- 29 janvier : tempête sur le trajet Paris-Londres. Aidé par le vent violent, un Lockheed L-12 Electra effectue le trajet Paris-Londres en seulement 52 minutes ; dans le sens inverse, un trimoteur Wibault relie Londres et Paris en 3 heures et 20 minutes. Temps normal du parcours, dans les deux sens : 1 heure et 30 minutes.

## Naissances
- 1er janvier : Gianni Drago, architecte et sculpteur italien contemporain.
- 2 janvier : 
  - Robert Smithson, protagoniste du Land Art († 20 juillet 1973).
  - Hans Herbjørnsrud, écrivain norvégien († 15 novembre 2023).
- 3 janvier : Kel Carruthers, pilote de moto australien († 10 février 2024).
- 5 janvier : 
  - Juan Carlos, roi d’Espagne.
  - Ngugi wa Thiong'o, écrivain kenyan de langue kikuyu († 28 mai 2025).
- 6 janvier : Adriano Celentano, chanteur (Rock n'Roll) et acteur italien.
- 7 janvier : Roland Topor, peintre et dessinateur français. († 16 avril 1997).
- 8 janvier : Ievgueni Nesterenko, artiste lyrique soviétique et puis russe († 20 mars 2021).
- 10 janvier :
  - Donald Knuth, informaticien et mathématicien américain.
  - Frank Mahovlich, joueur de hockey et sénateur.
- 13 janvier : 
  - William B. Davis, acteur canadien.
  - Charlie Brill, acteur américain.
  - Billy Gray, acteur américain.
- 16 janvier : Jean-Claude Narcy, journaliste français.
- 18 janvier : Anthony Giddens, sociologue britannique.
- 23 janvier : Georg Baselitz, peintre allemand.
- 25 janvier : 
  - Vladimir Vyssotsky, chanteur russe († 25 juillet 1980).
  - Leiji Matsumoto, dessinateur japonais de manga († 13 février 2023).
- 28 janvier : Nabih Berri, homme politique libanais.
- 31 janvier : Béatrix d’Orange-Nassau, reine des Pays-Bas.

## Décès
- 4 janvier : George Halsey Perley, politicien.
- 21 janvier : Georges Méliès, réalisateur français (° 8 décembre 1861).
- 28 janvier : Hugh Graham, homme d'affaires.